# Rei Artur

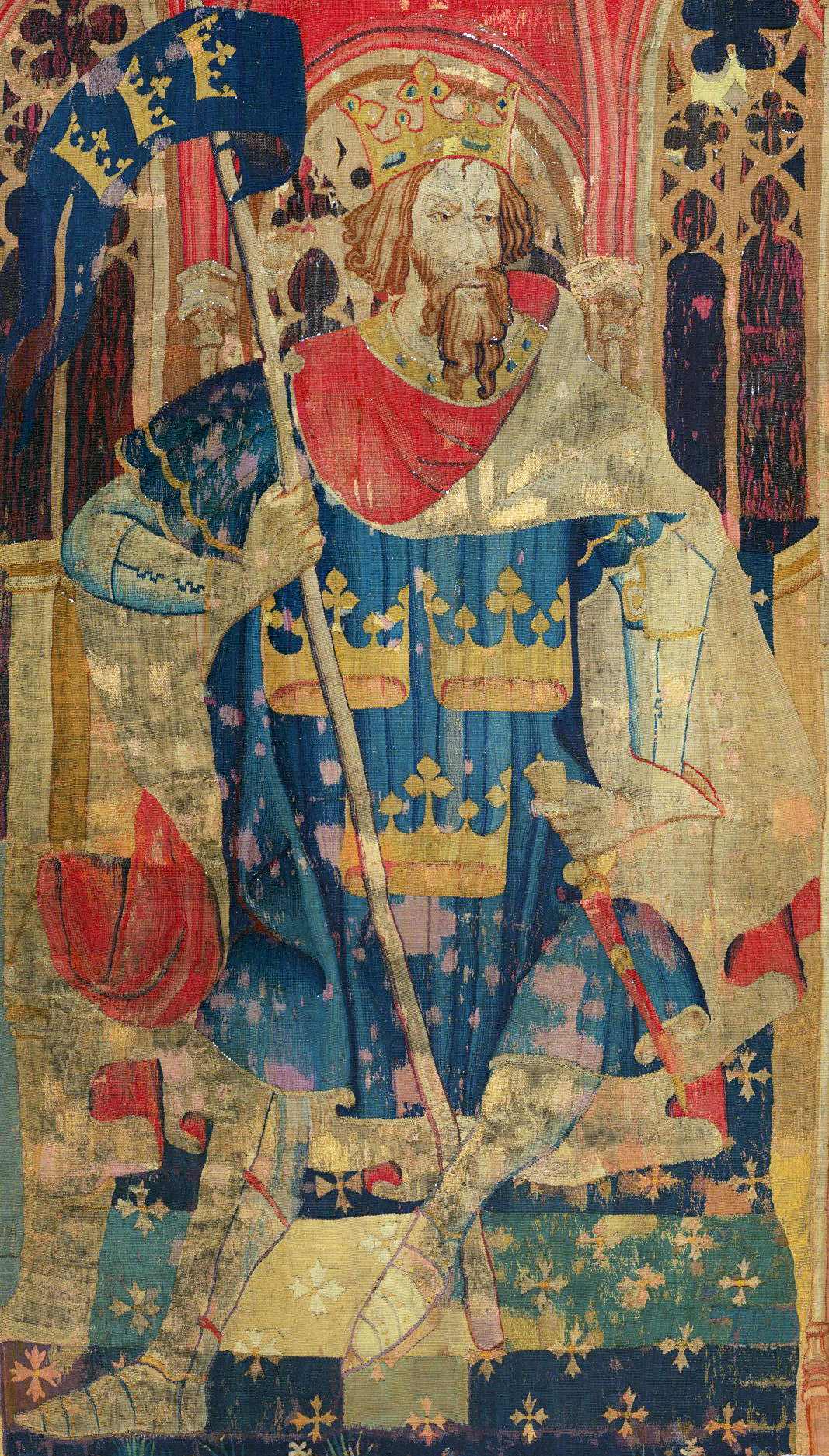
Tapeçaria retratando Artur como um dos Nove da Fama, usando uma vestimenta com um brasão geralmente atribuído a sua figura.

Rei Artur é um lendário líder britânico que, de acordo com as histórias medievais e romances de cavalaria, liderou a defesa da atual Grã-Bretanha contra os invasores saxões no final do século V e no início do século VI. Os detalhes das histórias Arturianas são em sua maioria compostos por folclore e invenções literárias, e sua existência histórica é motivo de debate acadêmico entre os historiadores contemporâneos. O contexto histórico escasso sobre Artur foi construído a partir de várias fontes, incluindo o Annales Cambriae, a Historia Brittonum e os escritos de Gildas. O nome de Artur também é citado em poesias medievais, como a de Y Gododdin.
Artur é uma figura central das lendas classificadas atualmente como Matéria da Bretanha. O lendário Rei Artur começou a despertar grande interesse internacional através da popularidade da crônica fantástica e imaginativa Historia Regum Britanniae (História dos Reis da Bretanha), composta pelo clérigo galês Godofredo de Monmouth. Em alguns contos e poemas galeses-bretões que datam antes desse trabalho, Artur aparece tanto como um grande guerreiro defendendo a Bretanha de inimigos humanos e sobrenaturais, quanto como uma figura mágica folclórica, algumas vezes associado com o paraíso celta (Outro Mundo) Annwn. É desconhecido se a crônica de Godofredo (completa em 1138) é de autoria própria ou influenciada por outras fontes.
Embora os temas, eventos e personagens das lendas Arturianas variem significativamente entre os mais diversos textos, e não existir uma versão canônica, a versão de Godofredo foi a que geralmente serviu como ponto de partida para as histórias posteriores. O clérigo galês retratou Artur como um rei da Bretanha que derrotou os saxões e estabeleceu um império na Bretanha, Irlanda, Islândia, Noruega e Gália. Muitos elementos e incidentes que agora integram parte da lenda Arturiana aparecem na Historia de Godofredo, incluindo o pai de Artur Uther Pendragon, o mago Merlin, a esposa de Artur Genebra (ou Guinevere), a espada Excalibur, a concepção de Artur no Castelo de Tintagel, sua batalha final contra Mordred em Camlann e o seu descanso final em Avalon.
O escritor francês do século XII, Chrétien de Troyes, que adicionou na história Lancelote e o Santo Graal, começou a tradição dos romances Arturianos que se tornaram um gênero importante na literatura medieval. Nessas histórias francesas, a narrativa foca tanto em Artur quanto em outros personagens, como os Cavaleiros da Távola Redonda. A literatura Arturiana floresceu na Idade Média, mas declinou nos séculos seguintes até ser ressuscitada no século XIX. No século XXI, a lenda continua viva, não somente na literatura, mas também no teatro, cinema, televisão, quadrinhos e outras mídias.

## Debate sobre a historicidade

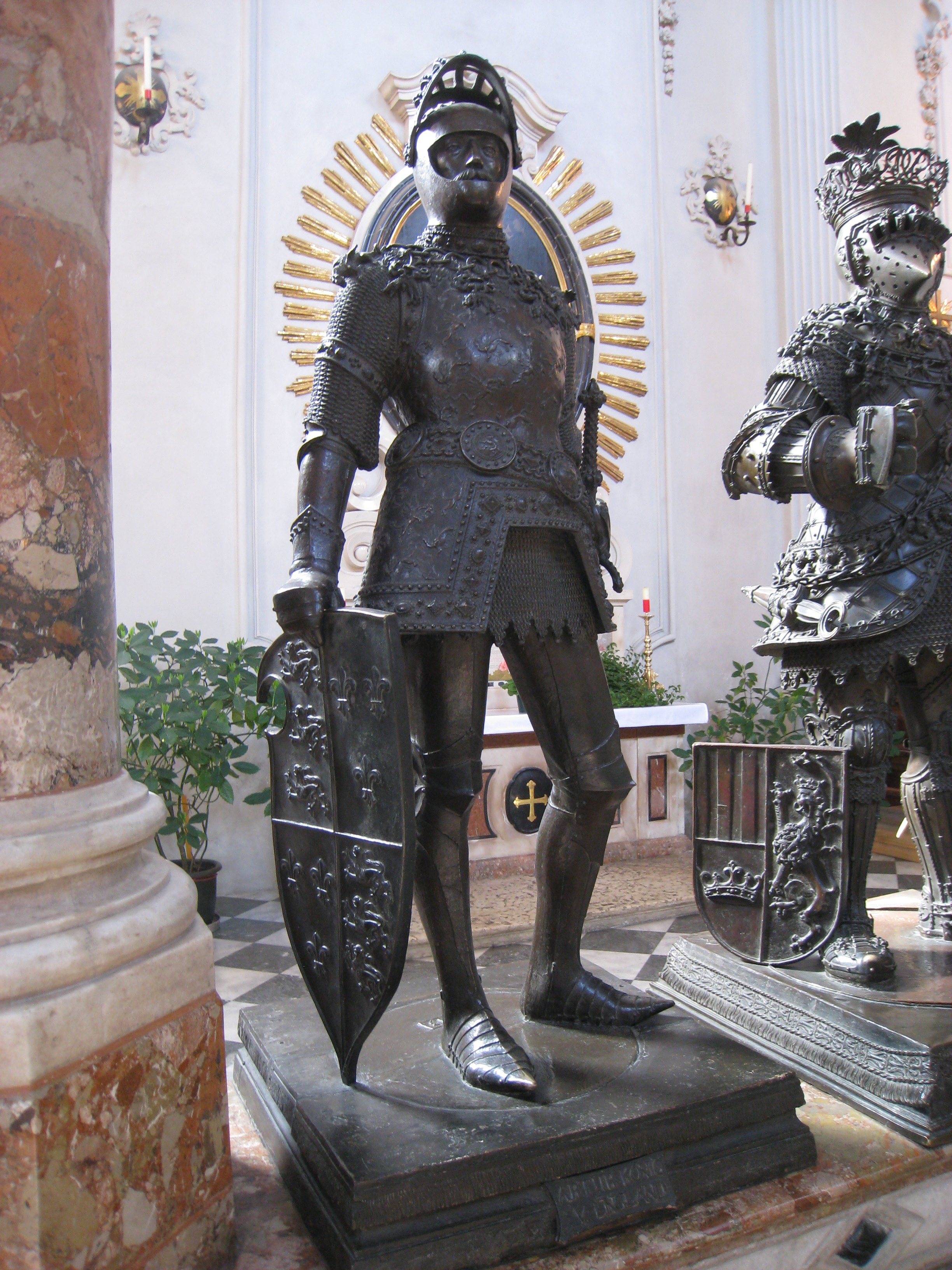
Rei Artur, em escultura renascentista alemã dos anos 1520 (Igreja da Corte, Innsbruck).

As bases históricas para a lenda do Rei Artur têm sido debatidas há bastante tempo pelos acadêmicos. Uma escola de pensamento, citando elementos da Historia Brittonum (História dos Bretões) e Annales Cambriae (Anais de Gales), vê Artur como uma figura histórica genuína, um bretão-romano que lutou contra os invasores anglo-saxões em algum período no final do século V e início do século VI. A Historia Brittonum, uma compilação histórica latina do século IX atribuída ao clérigo galês Nênio em alguns manuscritos posteriores, contém a primeira descrição detalhada sobre o Rei Artur, descrevendo doze batalhas em que o lendário líder lutou. Elas culminaram na Batalha do Monte Badon, onde é dito que ele matou sozinho 960 homens. Estudos recentes, entretanto, questionam a veracidade da Historia Brittonum.
Outro texto que parece favorecer a existência histórica de Artur é o Annales Cambriae, um texto do século X, que também relaciona Artur com a Batalha do Monte Badon. O Annales data essa batalha entre 516-518 e também menciona a Batalha de Camlann, onde Artur e Medraut (Mordred) morreram entre 537-539. Essas relatos foram usados para reforçar a veracidade da Historia  Brittonum e confirmar que Artur de fato lutou em Badon. Foram identificados problemas em relação essa a versão, todavia ainda assim essa foi usada para dar suporte à Historia Brittonum. As últimas investigações demonstram que o Annales Cambriae foi baseado em uma crônica criada no final do século VIII no País de Gales. Além disso, uma análise mais aprofundada do Annales Cambriae mostra ser impossível ter qualquer certeza se os anais Arturianos foram compilados na Alta Idade Média. Eles foram reunidos em algum momento do século X e possivelmente não existiram anteriormente. A citação sobre Badon provavelmente foi derivada da Historia Brittonum.
A falta de evidências convincentes nos registros mais antigos é a principal razão de muitos historiadores desconsiderarem Artur na história da Bretanha. Na visão do historiador Thomas Charles-Edwards, "no estágio que se encontra as investigações, podemos apenas dizer que pode ter existido um Artur histórico, [mas...] os historiadores podem igualmente dizer que não existe nenhuma certeza sobre isso". Admitir essa falta de certeza é relativamente recente; gerações anteriores de historiadores eram menos céticos. O historiador John Morris no seu livro The Age of Arthur (1973) investiga a história bretã pós-romana, e encontrou poucas evidências de um Artur histórico.

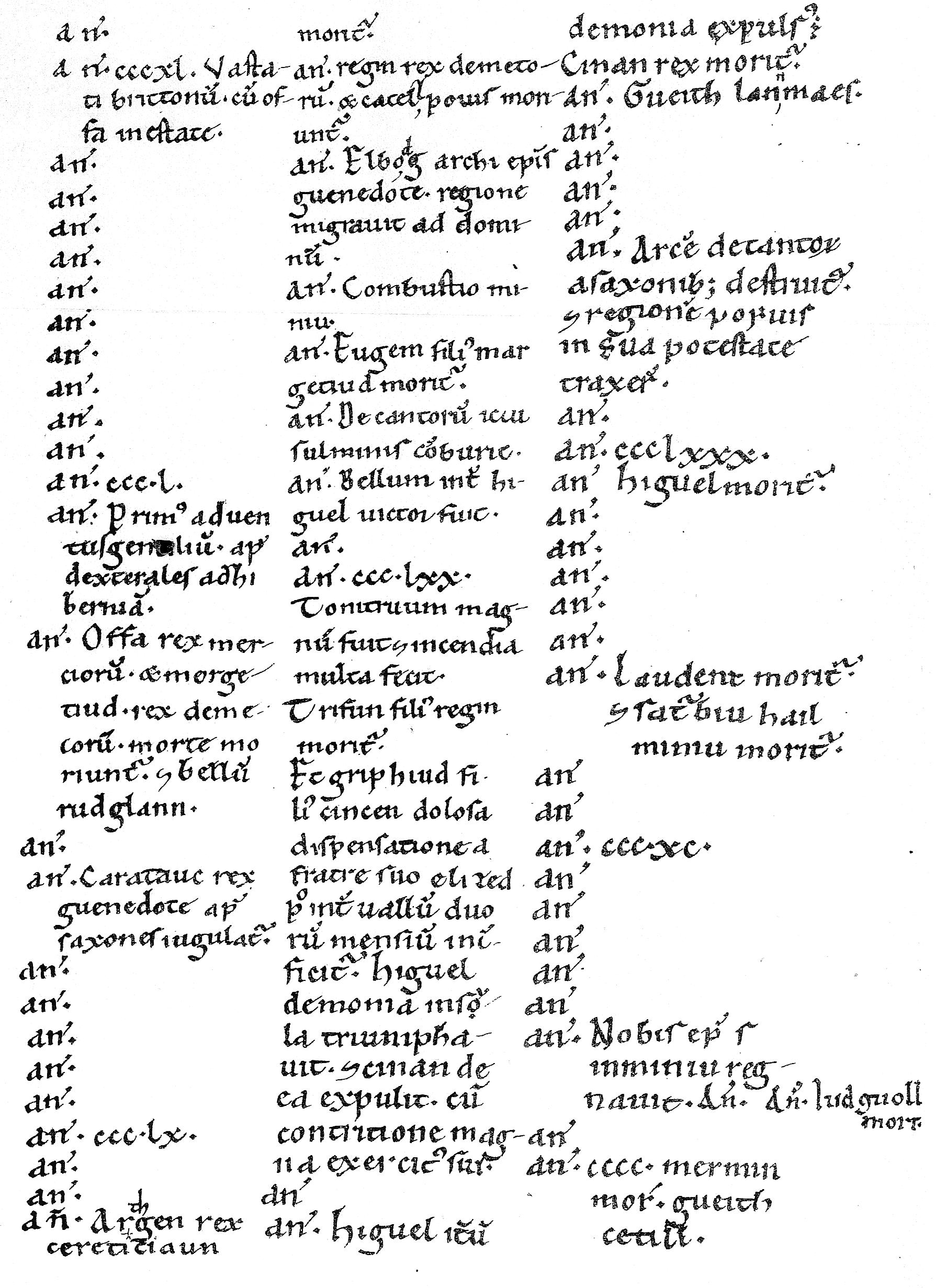
Trecho do Annales Cambriae, datado do século X

Em reação a essas teorias, outra escola de pensamento surgiu argumentando que não existem evidências históricas da existência de Artur. Morris, em Age of Arthur, mostra a visão do arqueólogo Nowell Myres, a qual observa que "nenhuma figura na história e na mitologia tem tomado tanto tempo dos historiadores". Gildas, no polêmico texto do século VI, De Excidio et Conquestu Britanniae (Sobre a Ruína e Conquista da Bretanha), descreve os relatos da Batalha de Badon, mas não menciona Artur. O mítico líder também não é mencionado nas Crônicas Anglo-Saxãs, ou citado em qualquer manuscrito sobrevivente do século IV a VIII. A ausência da sua menção no livro de Beda do século VIII, História Eclesiástica do Povo Inglês, outra fonte importante da história bretã pós-romana, é mais um fator que vai contra a existência do lendário rei. O historiador David Dumville escreveu: "Eu penso que podemos deixar ele [Artur] de lado. Ele tem seu lugar nos nossos livros de história como elemento mitológico, mas o fato é que não existem evidências históricas em relação a Artur; nós devemos rejeitá-lo na nossa história, e, acima de tudo, nos títulos dos nossos livros."
Alguns acadêmicos argumentam que Artur era originalmente um herói folclórico ou até mesmo uma deidade céltica esquecida, que assumiu contornos reais em um passado distante. São citadas comparações com outras figuras mitológicas como os irmãos Hengist e Horsa do Reino de Kent, que podem ter sido deuses totêmicos que posteriormente se tornaram alegadamente históricos. Beda atribuiu a essas figuras legendárias um papel histórico nas invasões e conquistas anglo-saxãs do século V. Nem sequer é certo se Artur era considerado um rei nos primeiros textos. Nem Historia ou o Annales chamam ele de "rex": ao invés disso ele é denominado "duque bellorum" (líder de batalhas) e miles (soldado).
Documentos históricos da era pós-romana são escassos, então a resposta definitiva sobre a questão da existência histórica de Artur é desconhecida. Sítios arqueológicos têm sido identificados como "Arturianos" desde o século XII, mas os arqueólogos podem apenas determinar a legitimidade destes a partir de textos antigos.
 A chamada "Pedra de Artur", descoberta em 1998 entre as ruínas do Castelo de Tintagel na Cornualha e seguramente datada do século VI, criou esperança nos defensores da historicidade de Artur, mas acabou sendo provada como irrelevante. Outras evidências de Artur, incluindo a cruz da Abadia de Glastonbury, possuem erros e existem indicações de serem forjadas. Embora alguns personagens históricos tenham sido propostos como inspiração para a criação do Rei Artur, nenhuma prova contundente dessas hipóteses foi apresentada.

## Nome
A origem do nome galês "Arthur" continua sendo alvo de debates. Alguns sugerem que é derivado do nomen gentile (nome de família) Artorius (Artório), com uma obscura e contestada etimologia (mas possivelmente oriunda da língua mesápia ou etrusca ). Alguns acadêmicos destacam que o nome do lendário Rei Artur é grafado apenas como Artur ou Arturus nos primeiros textos Arturianos em latim, e nunca como Artōrius (embora seja bem conhecido que o latim clássico Artōrius se tornou Arturius em alguns dialetos do latim vulgar). Entretanto, isso pode não significar nada quanto a origem do nome Arthur, já que Artōrius aos poucos se transformou em Art(h)ur quando foi emprestado para a língua galesa.
Outra possibilidade é que o nome seja derivado do britônico Arto-rīg-ios (cuja raiz, *arto-rīg-, rei-barbado, é encontrada no nome Art-ri em irlandês arcaico) e foi latinizada para Artōrius. Menos possível é a teoria que vem do galês arth, "urso" + (g)wr "homem" (mais antigamente Arto-uiros, em britônico); existem dificuldades fonológicas nessa teoria, pois o nome composto em britônico Arto-uiros deveria ser pronunciado como Artgur em galês arcaico e Arthwr em galês medieval/moderno, e não Arthur (na poesia galesa o nome é sempre pronunciado "Arthur" e exclusivamente rima com as palavras terminadas em -ur –  nunca em palavras terminadas em -wr – o que confirma que o segundo elemento não poderia ser (g)wr "homem").
Uma teoria alternativa, que conseguiu apenas uma aceitação limitada entre os acadêmicos, aponta que o nome Arthur deriva de Arcturus (Arcturo), a estrela mais brilhante na constelação de Boieiro, perto da Ursa Major. Arcturus, do Latim clássico, também se transformou em Art(h)ur quando foi emprestado para o galês, e por seu brilho e posição no céu as pessoas o chamaram de "guardião do urso" (que é o significado do nome em grego antigo) e o "líder" das outras estrelas em Boieiro.
Um nome similar em irlandês antigo é Artúr, possivelmente derivado do nome Artur em galês arcaico ou cúmbrico. As evidências históricas atestam que o nome foi usado pelo filho ou neto de Áedán mac Gabráin (morto em 609 d.C.).

## Tradição literária medieval
O criador da tradição literária sobre Artur foi Godofredo de Monmouth, com seu livro pseudo-histórico Historia Regum Britanniae (História dos Reis da Bretanha), escrito na década de 1130. As obras relacionadas a Artur e suas lendas são usualmente divididas nas escritas antes da Historia de Godofredo (pré-Godofredo) e nas escritas depois, que não podem negar sua influência (pós-Godofredo).

### Tradição pré-Godofredo

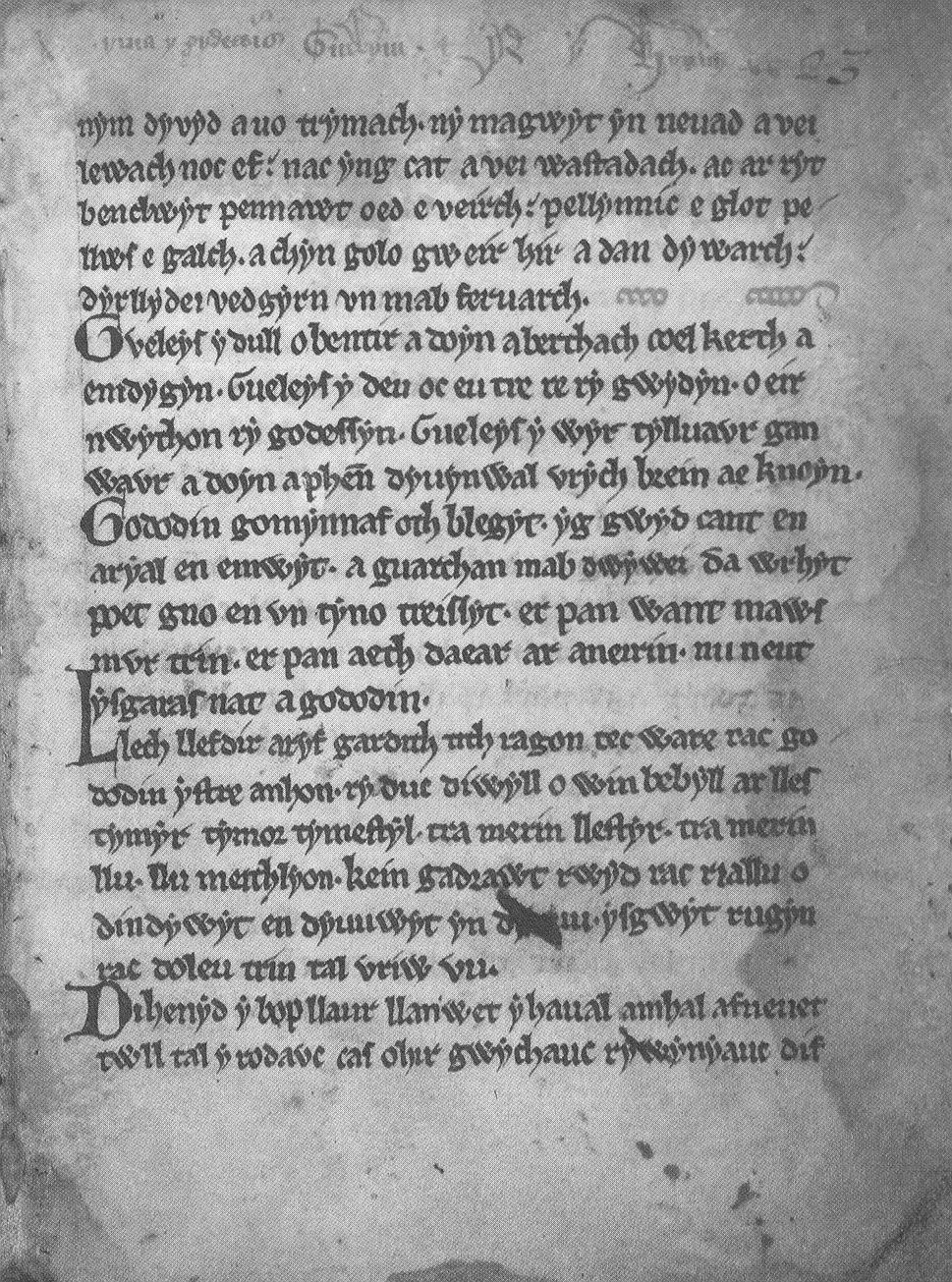
Um fascículo do poema Y Gododdin, um dos mais famosos textos em galês antigo no qual Artur é o protagonista.

As primeiras referências literárias sobre Artur vêm de fontes bretãs e galesas. Existiram algumas poucas tentativas em definir a natureza do personagem Artur na tradição pré-Godofredo como um todo, isto é, todos os pontos que compõem essa tradição. Uma pesquisa acadêmica de 2007 por Thomas Green identifica três elementos chaves que caracterizam Artur nos primeiros textos. A primeira delas mostra o lendário líder como um guerreiro inigualável, que desempenhava o papel de caçador de monstros e defensor da Bretanha de todas as ameaças internas e externas. Algumas dessas ameaças eram humanas, como os saxões em que ele luta na Historia Brittonum, mas a maioria delas são sobrenaturais, incluindo monstruosos gatos colossais, javalis divinos enfurecidos, dragões, cinocéfalos, gigantes e bruxas. O segundo elemento é um Artur folclórico (particularmente folclore toponímico e onomástico) participante das maravilhas mágicas locais, líder de um bando de super-humanos que vivem nas florestas da região. A terceira e final vertente é que o Artur galês tem uma conexão próxima com o paraíso celta (Outro Mundo) Annwn. Por um lado, ele realiza assaltos nas fortalezas desse mundo em busca de tesouros e libertar seus prisioneiros. Por outro lado, alguns membros do seu bando nas primeiras fontes são deuses pagãos, e sua esposa e posses claramente são originadas do Outro Mundo.
Um dos mais famosos poemas galeses sobre Artur vem da coleção de canções heróicas conhecida como Y Gododdin (O Gododdin), atribuído ao poeta do século VI Aneirin. Uma estrofe exalta a bravura de um guerreiro que derrota 300 inimigos, mas diz que "ele não era Artur", isso é, seus feitos não podem ser comparados com os de Artur. Y Gododdin é apenas conhecido por um manuscrito do século XIII, então é impossível determinar que passagens são originais ou interpolações posteriores, mas na visão de John Koch as passagens datadas do século VII ou anteriores não podem ser provadas como autênticas, então outras do século IX e X foram propostas no lugar. Alguns poemas atribuídos a Taliesin, um poeta que pode ter vivido no século VI, também fazem referência a Artur, embora estes poemas provavelmente datem entre os séculos VIII e XII. Estes incluem "Kadeir Teyrnon" ("A Cadeira do Príncipe") a qual refere o líder legendário como "Artur, o Abençoado"; Preiddeu Annwn ("Os Despojos de Annwn") que relata uma expedição de Artur para o Outro Mundo; e "Marwnat vthyr pen[dragon]" ("A Elegia de Uther Pen[dragon]"), a qual salienta os valores morais de Artur e sugere uma relação de pai e filho entre ele e Uther que precede a tradição de Godofredo.

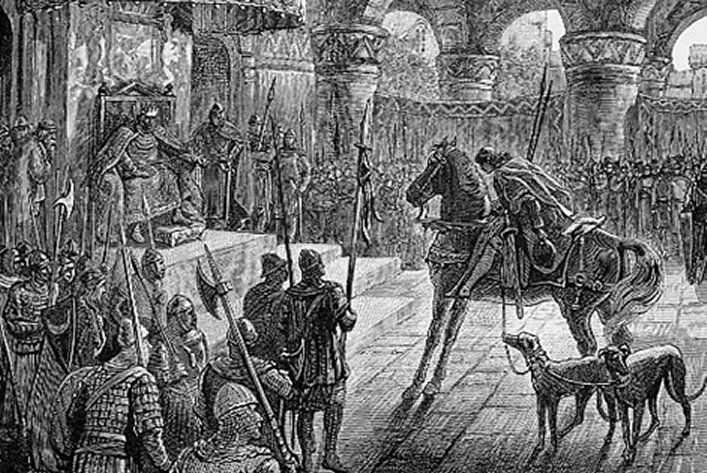
Culhwch entra na corte de Artur na história galesa de "Culhwch e Olwen" (1881).

Outros textos Arturianos em galês antigo incluem um poema encontrado no Livro Negro de Carmarthen, "Pa gur yv y porthaur?" ("Qual homem é o porteiro?"). Esse texto apresenta um diálogo entre Artur e o porteiro de uma fortaleza em que ele quer entrar, onde Artur relata os atos e proezas dele mesmo e de seus homens, notavelmente Sir Cei (Kay) e Bedwyr (Bedivere). A história galesa em prosa Culhwch e Olwen (1100), incluindo a versão moderna da coleção Mabinogion, tem uma longa lista com duzentos homens subordinados a Artur, embora Cei e Bedwr novamente tomam o lugar central do enredo. A história é um conjunto de contos onde Artur ajuda seu parente Culhwch a ganhar a mão de Olwen, filha do gigante Ysbaddaden, completando uma série de desafios impossíveis, incluindo caçar o semi-deus javali Twrch Trwyth. O livro do século IX Historia Brittonum também relata esse conto, com o javali nessa versão sendo chamado Troy(n)t. Finalmente, Artur é mencionado numeras vezes nas Tríades galesas, uma coleção de resumos das tradições galesas e lendas que são classificadas em três grupos. Os manuscritos tardios das Tríades são parcialmente derivados de Godofredo e de outras tradições continentais posteriores, mas as primeiras versões não demonstram ter tais influências e usualmente concordam com tradições galesas preexistentes. Enquanto na Historia Brittonum e no Annales Cambriae não é claro que Artur seja um rei, na história Culhwch e Olwen e nas Tríades ele se tornou Penteyrnedd yr Ynys hon, "Chefe dos Lordes dessa Ilha", o senhor de Gales, da Cornualha e do Norte.
Além desses contos e poemas galeses pré-Godofredo, Artur aparece em alguns outros textos latinos antigos para além da Historia Brittonus e do Annales Cambriae. Em particular, Artur é personagem principal em vários "vitae" (hagiografia)  de santos da era pós-romana, mas nenhum deles é considerado como fonte fiável (o mais antigo deles data do início do século XI). De acordo com a "Vida do Santo Gildas", escrito no início do século XII por Caradoc de Llancarfan, é dito que Artur teria matado o irmão de Gildas, Hueil, e resgatado sua esposa Genebra de Glastonbury. Em a "Vida do Santo Codoc", escrito em cerca de 1100, tal santo fornece proteção para um homem que matou três subordinados de Artur. Então o legendário rei, se sentindo lesado, exige ao santo um rebanho de gado para compensar suas perdas. Cadoc envia o exigido, mas quando Artur toma posse dos animais, eles acabam se tornando feixes de samambaias. Incidentes similares são descritos em hagiografias medievais de Caradec, Scissy e Eufflam, provavelmente escritos em meados do século XII. Um registro legendário menos óbvio sobre Artur aparece no relato de Goueznou, que é alegado ter sido escrito no início do século XI (embora os manuscritos mais antigos datem do século XV). Fontes igualmente importantes sobre Artur aparecem na obra de Guilherme de Malmesbury, De Gestis Regum Anglorum, e de Herman, De Miraculis Sanctae Mariae Laudensis, que juntamente fornecem a primeira evidência clara da crença que Artur não estava de fato morto e iria em algum momento retornar, um tema bastante explorado na tradição pós-Godofredo.

### Godofredo de Monmouth
A primeira narrativa da vida de Artur é encontrada na obra latina de Godofredo de Monmouth, Historia Regum Britanniae (História dos Reis da Bretanha), completa em 1138. Esse trabalho é um relato imaginativo dos reis da Bretanha, passando por Bruto até o rei galês do século VII Cadwaladr. Godofredo posiciona Artur no mesmo período pós-romano descrito pela Historia Brittonum e Annales Cambriae. Ele incorpora o pai de Artur, Uther Pendragon, o seu mago conselheiro Merlin e a história da concepção de Artur, a qual Uther se disfarça de seu inimigo Gorlois através de uma mágica de Merlin, dorme com a esposa de Gorlois, Igraine, no Castelo de Tintagel, e ela concebe Artur. Com a morte de Uther, Artur, com quinze anos de idade, o sucede como rei da Bretanha e trava uma série de batalhas, similares com aquelas descritas em Historia Brittonum, culminando na Batalha de Bath. Então ele derrota os pictos e escotos, criando o Império Arturiano ao conquistar a Irlanda, Islândia e Órcades. Depois de 12 anos de paz, Artur realiza novas investidas para expandir seu império mais uma vez, tomando controle da Noruega, Dinamarca e a Gália. Esta última ainda fazia parte do Império Romano quando foi conquistada, e a vitória de Artur acaba levando inevitavelmente a um confronto com os imperadores romanos. Artur e seus guerreiros, incluindo Caio (Kay), Beduero (Bedivere) e Gualguano (Gauvain), derrotam o Imperador romano Lucius Tiberius na Gália mas, ao se preparem para marchar para Roma, Artur toma conhecimento que seu sobrinho Modredo (Mordred), que ficou encarregado de cuidar da Bretanha durante sua saída, casou com sua esposa Genebra e usurpou o trono. Artur retorna para a Bretanha, derrotando e matando Modredo no rio Camblam em Cornwall, mas é mortalmente ferido. Ele passa a coroa para Constantino III e é levado para Avalon, com o intuito de tratar seus ferimentos, e nunca mais é visto novamente.

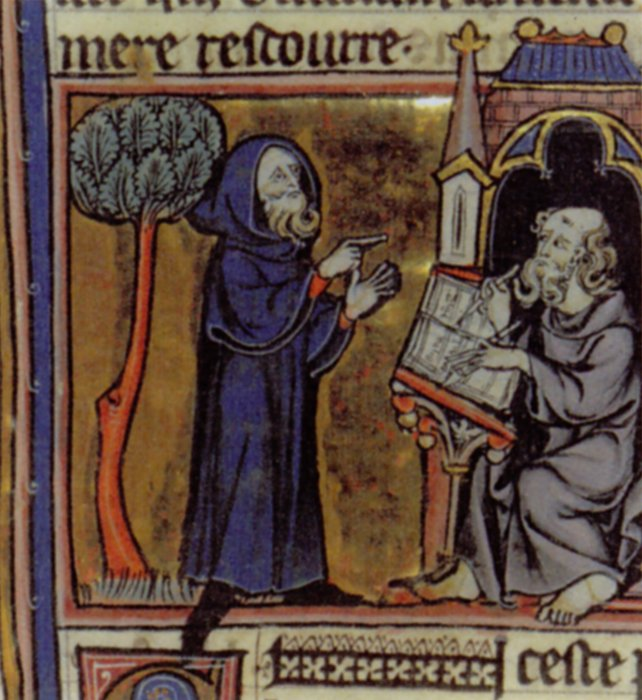
Merlin, conselheiro de Artur (1300)

Existe um debate se a narrativa de Godofredo é de autoria própria ou influenciada por outras obras. Certamente, ele parece ter usado a lista de doze batalhas de Artur contra os saxões encontrada na compilação do século IX, Historia Brittonum, juntamente com a Batalha de Camlann do Annales Cambriae, e a ideia que Artur continuava vivo e iria retornar. O reconhecimento de Artur como um rei da Bretanha também parece ter sido emprestada da tradição pré-Godofredo, sendo encontrada em Culhwch e Olwen, nas Tríades galesas e nas hagiografias dos santos. Finalmente, Godofredo tomou emprestado vários nomes das posses de Artur, da sua família e companheiros da tradição galesa pré-Godofredo, incluindo Cei (Kay), Bedwyr (Bedivere), Gwenhwyfar (Gauvain), Uthyr (Uther) e talvez Caledfwlch, que mais tarde se tornaria Excalibur nas histórias Arturianas subsequentes. Entretanto, enquanto nomes, eventos chaves e títulos foram emprestados, Brynley Roberts argumenta que "a tradição Arturiana foi criada a partir de Godofredo e não deve nada às narrativas anteriores." Então, por exemplo, enquanto que Mordred é retratado como um vilão por Godofredo, não existe esse traço vilanesco na personalidade do personagem nas fontes galesas até ao século XVI. Há alguns acadêmicos modernos que tentaram desafiar a ideia que Historia Regum Britanniae é um trabalho próprio do clérigo galês, apontando que ele apropriou a narrativa do século XII de Guilherme de Newburgh. Geoffrey Ashe, não concordando com essa visão, acredita que a narrativa de Godofredo é particularmente derivada de uma fonte perdida dos feitos de um rei bretão do século V chamado Riotamo, sendo que essa figura seria o Artur original, embora os historiadores sejam relutantes em seguirem essa conclusão.
Independentemente de ter sido influenciada por outras fontes, a imensa popularidade da Historia Regum Britanniae não pode ser negada. Mais de 200 cópias de manuscritos do trabalho latino de Godofredo sobreviveram, não incluindo traduções para outras línguas. Deste modo, por exemplo, cerca de 60 manuscritos galeses remanescentes da Historia, estudados por antiquários como Lewis Morris do século XVIII, são há muito tempo discutidos entre os círculos acadêmicos. Como resultado dessa popularidade, a Historia Regum Britanniae de Godofredo teve uma enorme influência nas lendas Arturianas medievais posteriores. Mesmo que não tenha sido a única fonte de inspiração para essas histórias, muitos elementos foram copiados e desenvolvidos através dessa obra (por exemplo, Merlin e o destino final de Artur), e definiu o contexto histórico ao qual os escritores de contos mágicos e aventuras maravilhosas estavam inseridos.

### Tradição romântica

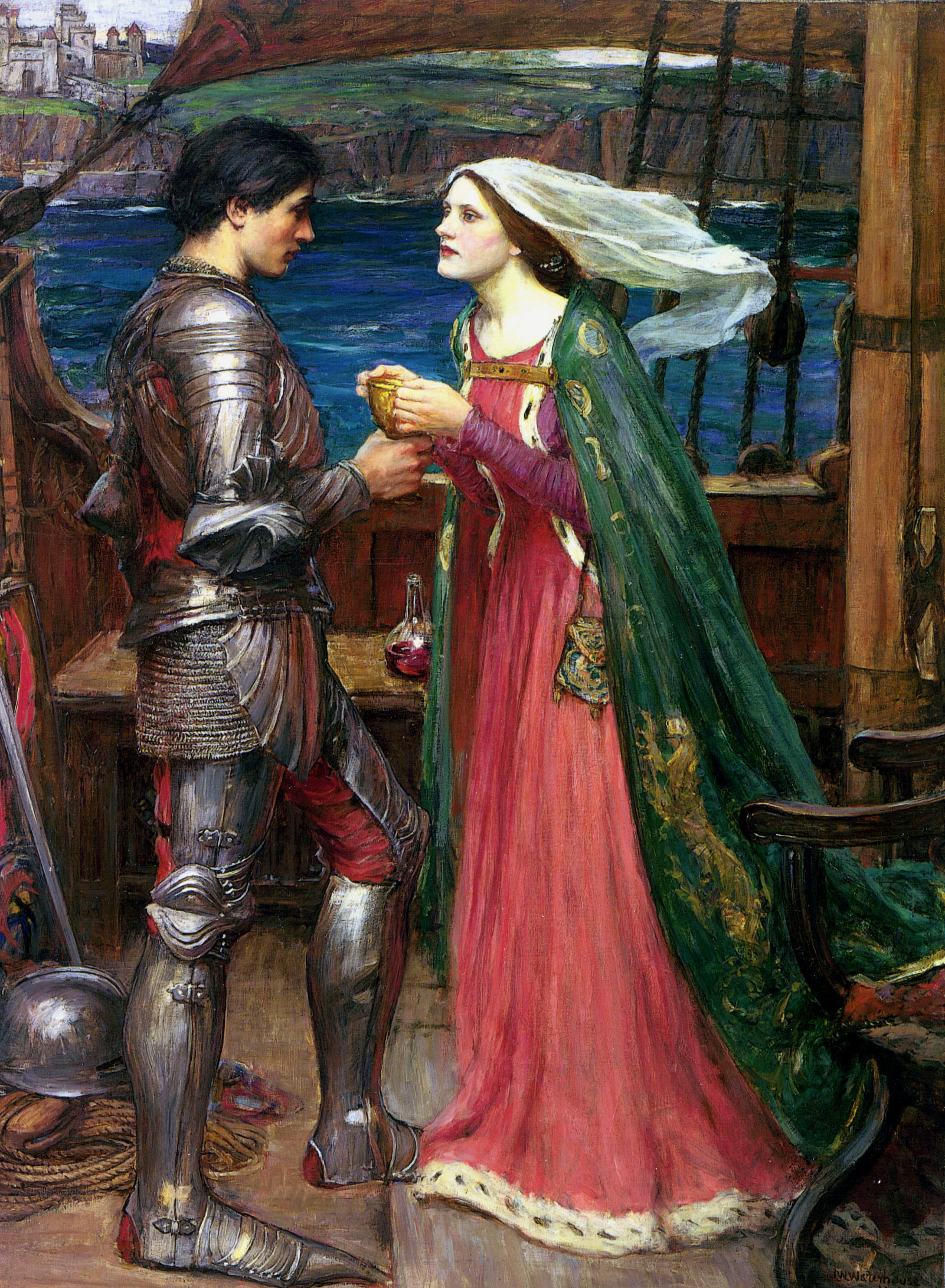
Durante o século XII, o personagem Artur começou a ser marginalizado por outras histórias "Arturianas" paralelas, como a de Tristão e Isolda. Pintura de John William Waterhouse (1916).

A popularidade da Historia de Godofredo, e de outros trabalhos derivados (como Roman de Brut, de Wace), é geralmente considerado um fator importante para explicar a aparição de um número significativo de obras Arturianas na Europa continental durante os séculos XII e XIII, particularmente na França. Não foi, entretanto, a única influência Arturiana para desenvolver a Matéria da Bretanha. Existem evidências claras que Artur e contos Arturianos são recorrentes no continente antes do trabalho de Godofredo ficar comumente conhecido (ver, por exemplo, a Porta della Pescheria da Catedral de Módena, onde são retratadas cenas Arturianas), além de nomes "celtas" e histórias populares que não são encontradas na Historia de Godofredo, mas apareceram primeiramente em outros romances Arturianos. Talvez a contribuição mais significativa dessa tradição foi descentralizar o papel do próprio Artur: a maior parte da literatura Arturiana do século XII o coloca na mesma importância de Lancelote, Genebra, Percival, Galaaz, Gauvain e Tristão e Isolda. Onde Artur era o centro das atenções nas tradições pré-Godredo e de Godofredo, nesses romances ele é significativamente deixado de lado. Sua personalidade também foi mudada de maneira significativa. Nos trabalhos de Godofredo e anteriores o lendário líder é um guerreiro feroz, que derrota sem piedade bruxas, gigantes e lidera todas as suas campanhas militares, já os romances continentais o retratam como um roi fainéant, um "rei indolente", onde sua "passividade e submissão constituem um ponto central na sociedade que o rodeia". As características de Artur nesses trabalhos são de um homem sábio, honrado, de temperamento moderado, mas às vezes frágil e que erra nas decisões reais. Por exemplo, ele fica sem reação ao saber do relacionamento entre Lancelote e Genebra em Mort Artu, enquanto que em Ivain, o Cavaleiro do Leão de Chrétien de Troyes, ele fica incapaz de se manter em pé depois de uma bebedeira numa festa e precisa se retirar para um cochilo. Ainda assim, como Narris Lacy observou, mesmo que essas fragilidades estejam presentes nesses romances Arturianos, "seu prestígio quase nunca é abalado apesar de suas fraquezas pessoais... Sua glória e autoridade se mantêm intactas."

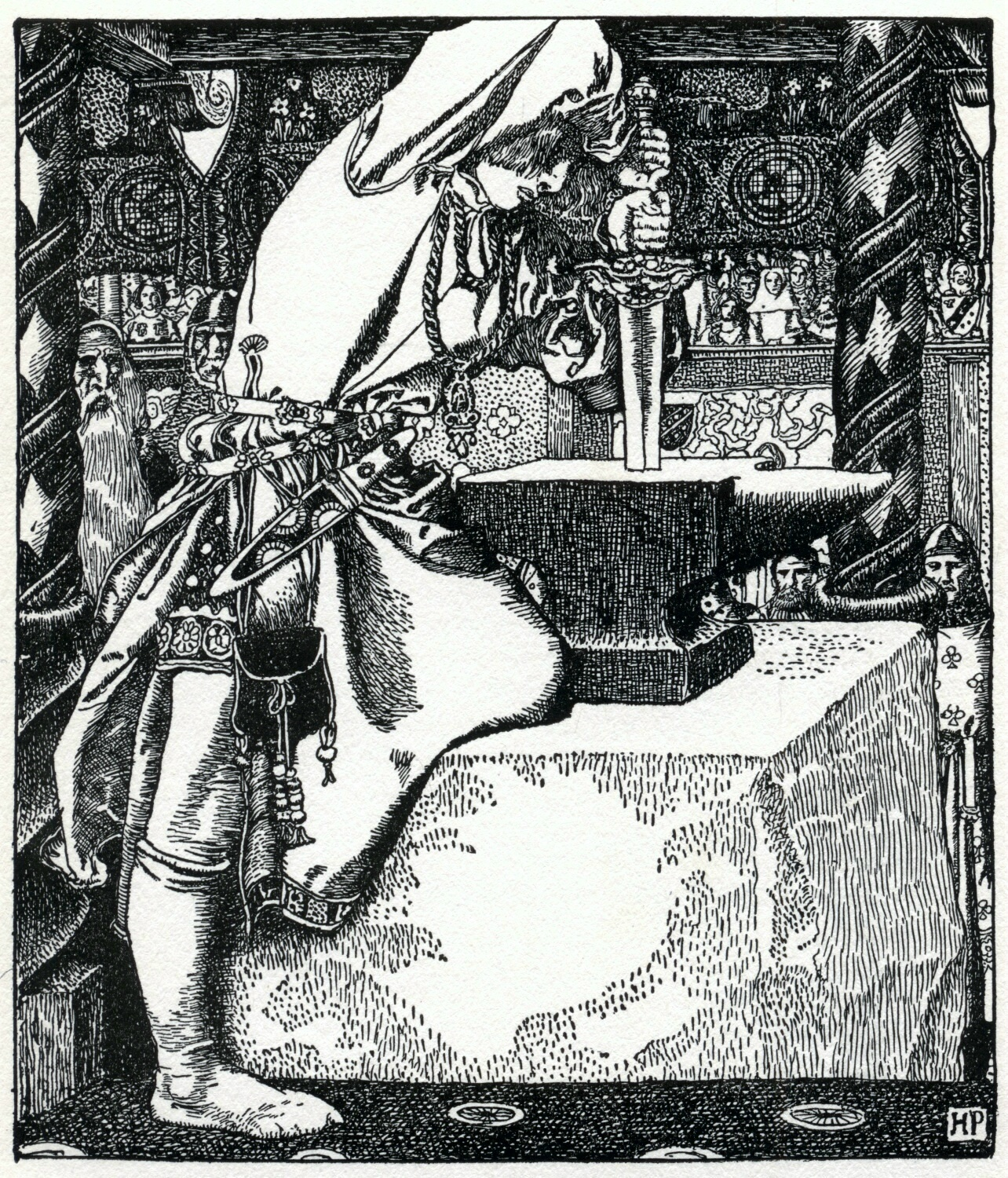
A história de Artur retirando Excalibur de uma pedra apareceu primeiramente na adaptação do século XIII de Robert de Boron, Merlin. Desenho de Howard Payle (1903).

Artur e seus companheiros aparecem em Lais de Maria de França, mas foi no trabalho de outro poeta francês, Chrétien de Troyes, que ocorreu a maior influência no desenvolvimento na lenda e no personagem de Artur. Chrétien  escreveu cincos romances Arturianos entre 1170 e 1190. Érec et Énide e Cligès são contos com um pano de fundo de amor entre as aventuras da corte de Artur, demonstrando uma mudança drástica em relação ao Artur galês de Godofredo. Também há Sir Gawain e o Cavaleiro Verde, onde é retratado Ywain e Gauvain em uma aventura sobrenatural, e um Artur enfraquecido. Entretanto, os trabalhos mais significativos para o desenvolvimento da lenda Arturiana são Lancelote, o Cavaleiro da Carreta, que introduz Lancelote tendo um relacionamento adúltero com a esposa de Artur, Genebra, explorando o tema de Artur ser um cuckold, e Perceval ou le Conte du Graal, o qual apresenta o Santo Graal e o Rei Pescador, e onde novamente Artur tem um papel reduzido. Chrétien foi então "um personagem essencial tanto na elaboração da lenda Arturiana quanto na consolidação da difusão do mito", e muito do que veio depois dele foi baseado nos contos que ele escreveu. Perceval, embora não tenha sido terminado, foi particularmente popular: quatro continuações independentes do poema apareceram nas décadas seguintes, introduzindo o elemento do Graal e desenvolvidos por outros escritores como Robert de Boron, o que de fato acabou acelerando o declínio do romance Arturiano na Europa continental. De maneira similar, a passividade de Artur na relação entre Lancelote e Genebra se tornou um elemento clássico nas lendas Arturianas, ainda que Lancelote na prosa Lancelote e nos textos posteriores seja uma combinação entre o personagem de Chrétien e de Ulrich von Zatzikhoven, Lanzelet. Até mesmo o trabalho de Chrétien aparenta ter influenciado a literatura Arturiana galesa, já que o Artur romântico começou a substituir o Artur heróico e destemido da tradição em Gales. Obras relevantes nessas mudanças foram três romances Arturianos galeses, que são bastantes parecidos com os de Chrétien, embora com algumas diferenças: Dama da Fonte se equipara com Ivain de Chrétien, Peredur, filho de Efrawg com Perceval, o Conto do Graal, e Gereint e Enid com Erec e Enide.

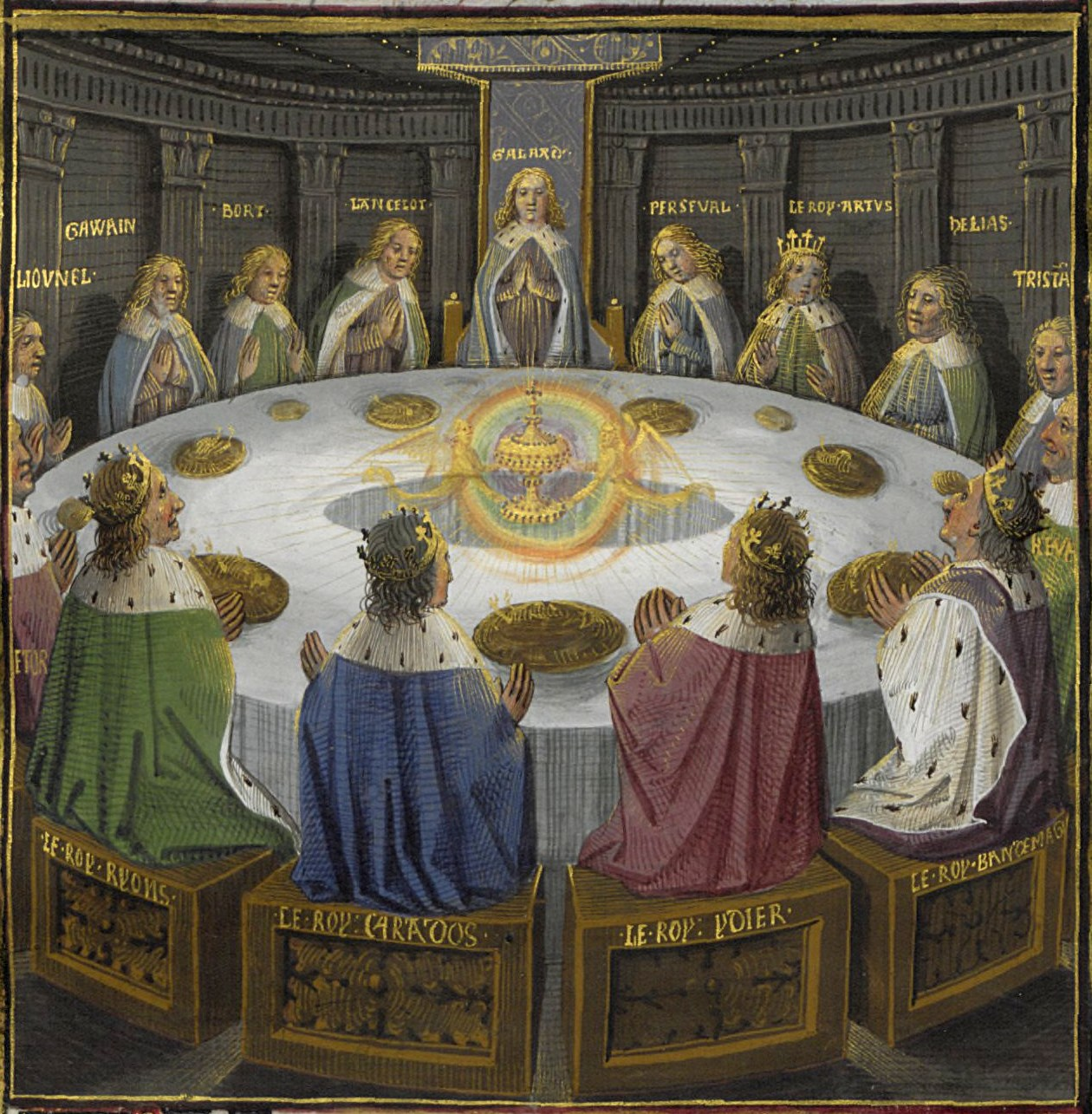
Os Cavaleiros da Távola Redonda recebem uma visão do Santo Graal. Por Évrard d'Espinques (1475).

Até 1210, o romance Arturiano continental era expressado principalmente por poesia; depois dessa data começou a ser escrito em prosa. O romance em prosa mais importante do gênero no século XIII foi Lancelote-Graal, uma série de cinco obras em francês medieval escritas na primeira metade desse século. Essas obras eram Estoire del Saint Grail, Estoire de Merlin, Lancelot propre (ou Lancelote em prosa, que ocupa metade do Lancelote-Graal em si), Queste del Saint Graal e Mort Artu, que combinados formam a primeira versão coerente de todas as lendas Arturianas. O novo ciclo de reduzir a importância de Artur nas suas próprias lendas continuou, parcialmente pela introdução de personagens como Galaaz e o maior papel desempenhado por Merlin. Também é estabelecido a concepção de Mordred através da relação incestuosa entre Artur e sua irmã, e a inclusão de Camelot nos textos de Chrétien, a corte oficial de Artur. Essa série de textos foram rapidamente seguidos pelo Ciclo do Pseudo-Boron (entre 1230-1240), incluindo Suite du Merlin, a qual reduziu a importância da relação entre lancelote e Genebra mas seguiu marginalizando Artur, focando mais na busca pelo Santo Graal. Dessa maneira, Artur se tornou um personagem secundário nesses romances em prosa franceses; no próprio Lancelot propre, Artur apenas se destaca significativamente em Estoire de Merlin e Mort Artu. Durante esse período, Artur se tornou um dos Nove da Fama, um grupo de três pagãos, três judeus e três cristãos, os representantes máximos da cavalaria medieval. Os Nove foram primeiramente listados na obra de Jacques de Longuyon de 1312, Voeux du Paon, e virou um tema comum na literatura e na arte.

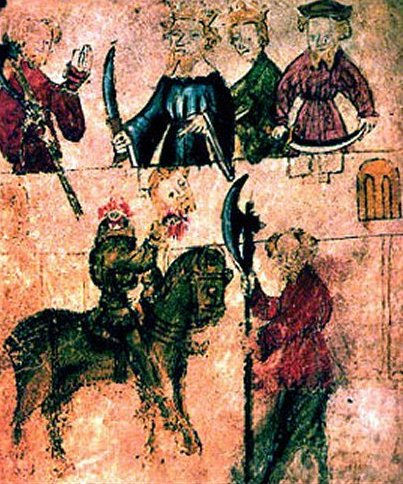
Artur (ao centro, no topo) em uma ilustração encontrada em Sir Gawain e o Cavaleiro Verde (final do século XIV).

O desenvolvimento do ciclo medieval Arturiano e do personagem romântico de Artur atingiu seu ápice em Le Morte d'Arthur, uma obra em inglês do século XV de Thomas Malory, que recontou toda a lenda Arturiana em um único trabalho. Malory baseou seu livro, que primeiramente seria intitulado "O Livro completo de Rei Artur e Seus Cavaleiros Nobres da Távola Redonda", em vários romances anteriores, em particular Lancelote-Graal, e parece ter sido uma tentativa de criar uma versão definitiva das histórias Arturianas. Talvez por conta disso, e o fato de Le Morte D'Arthur ter sido um dos primeiros livros impressos na Inglaterra, a maioria dos textos Arturianos posteriores foram derivados na obra de Malory.

## Declínio, renascimento e a lenda moderna

### Literatura pós-medieval
O fim da Idade Média acarretou o declínio do interesse pelo Rei Artur. Embora a obra em inglês de Malory, inspirado nos grandes romances franceses Arturianos, continuasse a ser popular, ocorreram críticas cada vez maiores sobre a legitimidade histórica dos romances Arturianos, estabelecida desde os tempos de Godofredo, incluindo consequentemente toda a legitimidade da Matéria da Bretanha. Por exemplo, o acadêmico do século XVI Polidoro Virgílio rejeitou a alegação de que Artur foi um líder de um império pós-romano, horrorizando os historiadores galeses e ingleses. Mudanças sociais ocorridas no fim do período medieval e na Renascença também contribuíram para o declínio do personagem Artur e suas lendas, não tendo havido, após 1634, nenhuma impressão de Le Morte d'Arthur de Malory durante 200 anos. Rei Artur e as lendas Arturianas não foram inteiramente abandonadas, mas até ao início do século XIX o gênero não foi levado tão a sério e era usado simplesmente como um veículo para alegorias políticas dos séculos XVII e XVIII. Alguns exemplos são os épicos Prince Arthur (1695) e King Arthur (1697) de Richard Blackmore, com Artur servindo de metafóra entre as guerras de Guilherme III e Jaime III. De maneira similar, os contos Arturianos mais populares da época apareceram nas histórias do Pequeno Polegar, o qual foi um dos primeiros contos de fadas e que fazia uma alegoria com as jogadas políticas de Henry Fielding; embora o enredo seja claramente inspirado na Bretanha Arturiana, a história é humorística e Artur aparece como uma versão cômica da sua tradição romântica.

### Tennyson e o renascimento

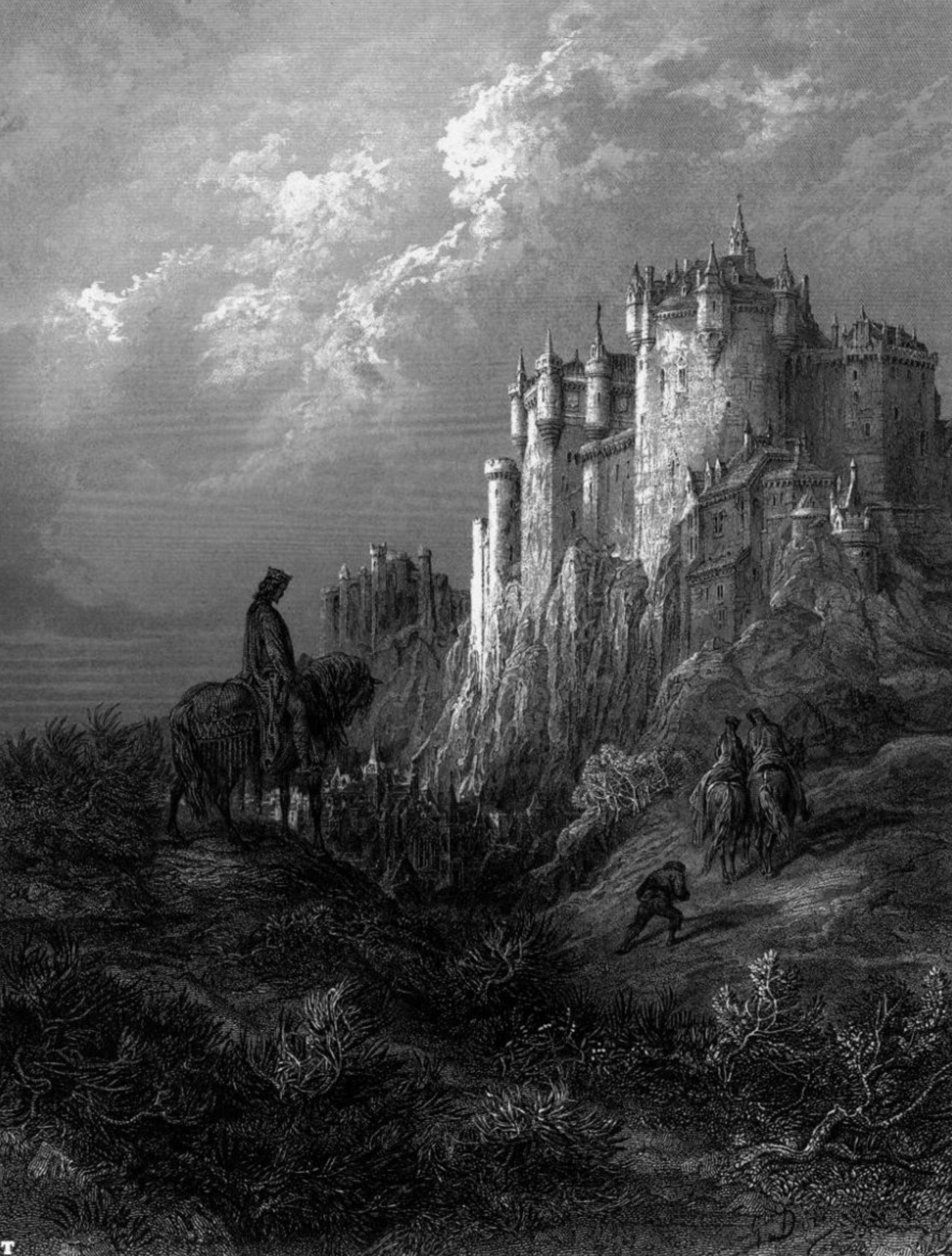
Ilustração de Gustave Doré de Camelot para a obra de Alfred Tennyson, Idílios do rei (1868).

No final do século XIX, o medievalismo, o romantismo e o revivalismo gótico renasceram o interesse sobre Artur e outros romances medievais. Um novo código de ética para os homens do século XIX surgiu através dos ideais do cavalheirismo apresentados no "Artur romântico". Esse interesse renovado aconteceu primeiramente em 1816, quando Le Morte d'Arthur de Malory foi reimpresso pela primeira vez desde 1634. Inicialmente, as lendas Arturianas medievais foram de interesse particular dos poetas, inspirando, por exemplo, William Wordsworth a escrever The Egyptian Maid (1835), em uma metafóra ao Santo Graal. Entre eles se encontrava Alfred Tennyson, o qual publicou seu primeiro poema Arturiano, The Lady of Shalott, em 1832. Artur em si desempenhava um papel menor nesses trabalhos, seguindo a tradição romântica medieval. Os trabalhos Arturianos de Tennyson atingiram seu auge de popularidade com Idílios do rei, que influenciou por completo a narrativa sobre a vida de Artur na era vitoriana. Foi primeiramente publicado em 1859 e vendeu 10 mil cópias na primeira semana. Em Idílios, Artur se tornou um símbolo da masculinidade perfeita, mas que falhou miseravelmente em estabelecer um reino perfeito na Terra. O trabalho de Tennyson desencadeou uma série de imitações, gerando um interesse público considerável nas lendas de Artur e no próprio personagem, e trouxe os contos de Malory para os leitores em geral. De fato, a primeira modernização da compilação de Malory foi publicada em 1862, um pouco depois de Idílios, e teve outras seis edições antes do século acabar.
O interesse no "Artur romântico" e suas histórias associadas continuaram através do século XIX até o século XX, e influenciou poetas como William Morris e artistas da Irmandade Pré-Rafaelita, incluindo Edward Burne-Jones. Até mesmo os contos humorísticos do Pequeno Polegar, os quais foram as primeiras manifestações das lendas de Artur no século XVIII, foram reescritas depois da publicação de Idílios. Enquanto o Polegar mantêm sua baixa estatura e continua como uma figura de alívio cômico, sua história agora inclui elementos dos romances medievais Arturianos, e Artur é retratado de maneira mais séria e histórica nessas novas versões. O renascimento do romance Arturiano também repercutiu nos Estados Unidos, com o livro The Boy's King Arthur (1880) que obteve leitores no Novo Mundo e inspirou a satírica obra de Mark Twain, A Connecticut Yankee in King Arthur's Court (1889). Embora o "Artur romântico" fosse um elemento central nesses novos trabalhos Arturianos (como ele foi na obra de Burne-Jones, The Sleep of Arthur in Avalon, 1881-1889), em outras ocasiões ele tanto retornava a suas origens medievais quanto ao mesmo tempo era marginalizado e esquecido completamente. Por exemplo, as óperas Arturianas de Richard Wagner são famosas nesse ponto.  Todavia, a revitalização no interesse em Artur e contos Arturianos não continuou inabalável. No final do século XIX, estava restrita a imitadores da Irmandade Pré-Rafaelita, e não pôde sair ilesa da Primeira Guerra Mundial, que manchou a reputação do cavalheirismo e portanto o interesse das manifestações medievais e do modelo cavalheiresco de Artur. A tradição romântica, entretanto, continuou suficientemente forte para persuadir Thomas Hardy, Laurence Binyon e John Masefield a comporem peças Arturianas, e T. S. Eliot alude ao mito de Artur (mas não sobre Artur em si) em seu poema The Waste Land, que menciona o Rei Pescador.

### Lenda moderna

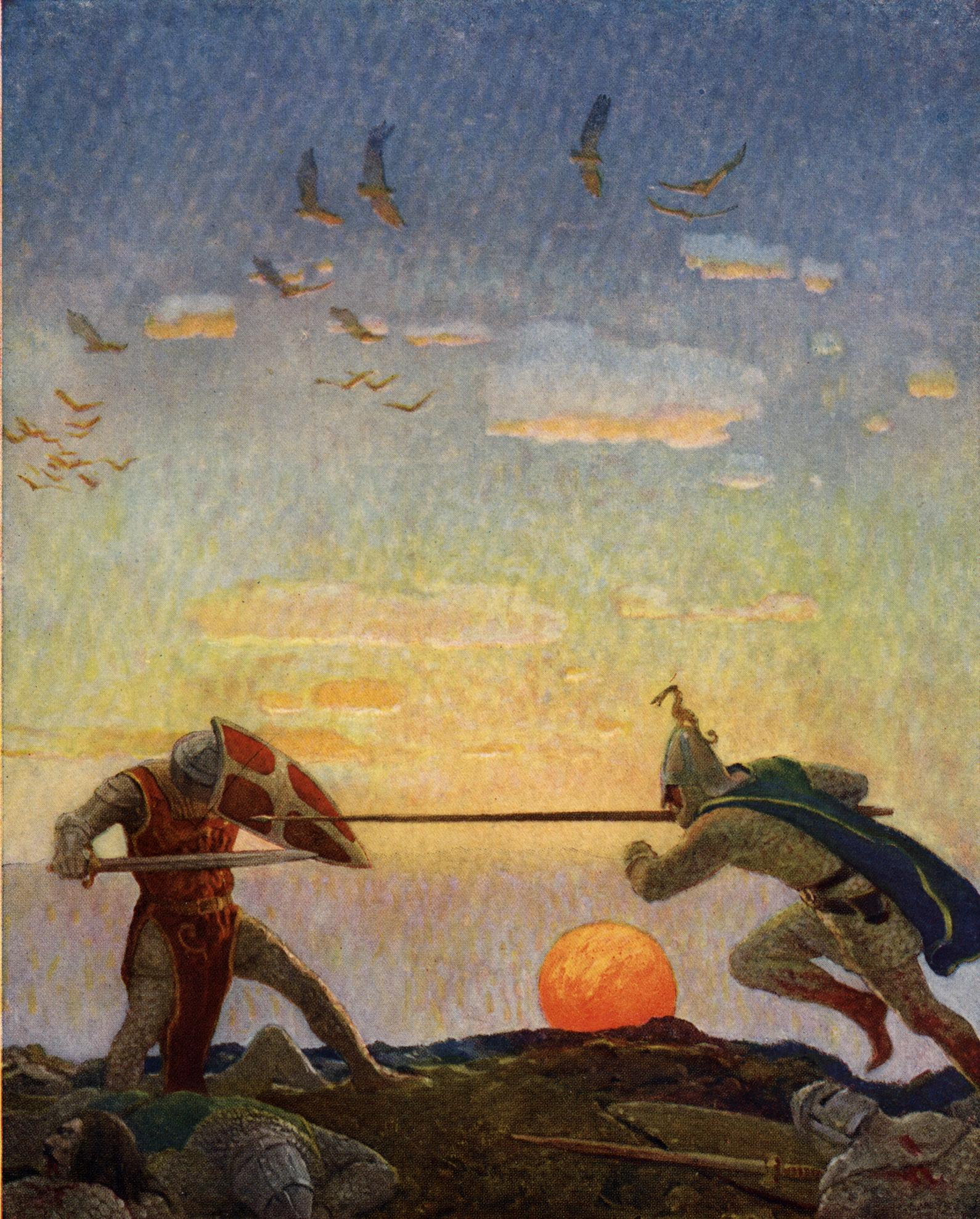
O combate de Artur com Mordred, ilustrado por N.C. Wyeth para a versão de Sidney Lanier de Le Morte d'Arthur, The Boy's King Arthur (1922).

No final da metade do século XX, a influência da tradição romântica de Artur continuou, através de romances como o de T. H. White, O Único e Eterno Rei (1958), e de Marion Zimmer, As Brumas de Avalon (1982), além de tirinhas como Príncipe Valente. Tennyson retrabalhou os contos românticos de Artur para adequá-los ao contexto da sua época, e o mesmo aconteceu com as readaptações modernas. Os contos de Bradley, por exemplo, empregam uma abordagem feminista de Artur e suas lendas, em contraste com as narrativas encontradas nos materiais medievais, e autores estadunidenses retrabalharam as histórias de Artur para se tornarem consistentes com valores como igualdade e democracia. O Artur romântico também se tornou popular no cinema e no teatro, como por exemplo a adaptação cinematográfica da Disney, A Espada Era a Lei (1963); Camelot, que foca o amor entre Lancelote e Genebra e de um Artur submisso, foi apresentada em um filme do mesmo nome de 1967. A tradição romântica de Artur é particularmente evidente e, de acordo com os críticos, adaptada com sucesso em Lancelot du Lac (1974) de Robert Bresson e em Excalibur (1981) de John Boorman; esse estilo também foi utilizado na paródia Monty Python and the Holy Grail (1975).

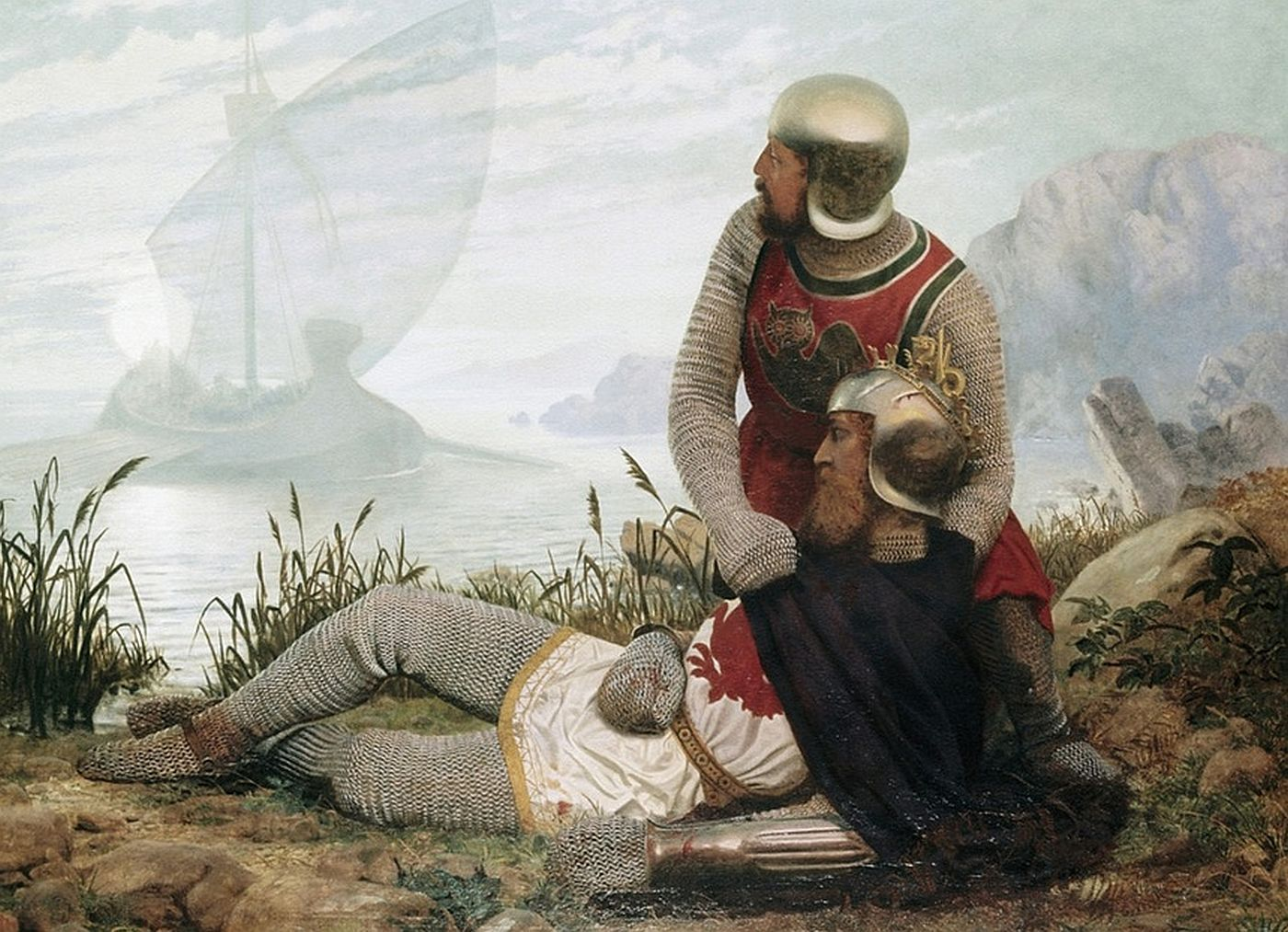
Le Morte d'Arthur, por John Garrick (1862).

Novas versões da tradição romântica não são os únicos aspectos importantes da lenda moderna do Rei Artur. Tentativas de retratar Artur como uma figura história genuína do século VI, ignorando os elementos românticos, também apareceram. Como Taylor e Brewer notaram, o retorno da tradição de Godofredo de Monmouth e da Historia Brittonum é um segmento recente que se tornou dominante após a Segunda Guerra Mundial, explorando a lendária resistência de Artur contra os invasores germânicos na Bretanha. Uma série de  rádio de Clamence Dane, The Saviours (1942), usa o Artur histórico para reforçar o espírito heróico contra o clima desesperador de guerra na época, e a peça de R. C. Sherriff, The Long Sunset (1955), visa um Artur liderando a resistência romana-britânica contra os invasores germânicos. Essas tentativas de colocar Artur como uma figura histórica apareceram também em ficções históricas e literatura fantástica publicadas nesse período. Em anos recentes, o Artur do século V é figurado como um herói histórico em produções cinematográficas Arturianas, notadamente nas séries de televisão Merlin (2008) e Camelot (2011), e em filmes como King Arthur (2004), A Última Legião (2007) e King Arthur: Legend of the Sword (2017).
Artur também tem sido usado como modelo para criar costumes e tradições modernas. Na década de 1930, a "Ordem da Irmandade dos Cavaleiros da Távola Redonda" (Order of the Fellowship of the Knights of the Round Table) foi formada na Grã-Bretanha para promover ideais cristãos e Arturianos da cavalaria medieval. Nos Estados Unidos, centenas de milhares de garotos e garotas se juntaram em grupos de jovens Arturianos, como os "Cavaleiros do Rei Artur" (Knights of King Arthur), onde Artur e suas lendas serviam como modelo para uma ética exemplar. Entretanto, a maior influência da lenda Arturiana no mundo contemporâneo vem de empreendimentos, produtos e marcas, com nomes Arturianos sendo utilizados em objetos, construções e locais. Como Norris J. Lacy observou, "A noção popular de quem foi Artur aparenta ser limitada, de maneira não surpreendente, a alguns contos e nomes. Mas não existem dúvidas que a lenda nascida há séculos continua enraizada de alguma maneira na cultura moderna."

## Leituras adicionais
- Halsall, Guy (2013). Worlds of Arthur: Facts & Fictions of the Dark Ages. Oxford, UK: Oxford University Press. ISBN 978-0-19-870084-5
- Breeze, Andrew (Setembro de 2015). «The Historical Arthur and Sixth-Century Scotland». Northern History. LII (2): 158–81
- Breeze, Andrew (setembro de 2016). «Arthur's Battles and the Volcanic Winter of 536-7». Northern History. LIII (2): 161–72